# Hochhaus Uptown München
Hochhaus Uptown München est un gratte-ciel, situé à Munich en Allemagne. Il est le plus grand immeuble de la ville.